# 24e régiment d'infanterie territoriale
Pour les articles homonymes, voir 24e régiment d'infanterie.
Le 24e régiment d'infanterie territorial est un régiment d'infanterie de l'armée de terre française qui a participé à la Première Guerre mondiale.

## Création et différentes dénominations
Le régiment reçoit son numéro par décret du 19 mars 1875, en prévision de la mobilisation.

## Historique des garnisons, combats et batailles du24eRIT

### Première Guerre mondiale
Mobilisé en  3e Région Militaire

#### Affectations
- 168e Division d'Infanterie d'août à novembre 1918

#### 1916
- Le 3 septembre 1916, les 5e et 6e compagnies sont envoyées en cantonnement dans le tunnel de Tavannes près de Verdun. L'incendie et les explosions qui détruisent le tunnel dans la nuit du 4 au 5 septembre causent la disparition de près de 200 soldats du régiment[2].

## Drapeau
Il porte, cousues en lettres d'or dans ses plis, les inscriptions suivantes :
- Verdun 1916-1917
- La Malmaison 1917

## Personnalités ayant servi au24eRIT
- Albert Cassagne (1869-1916), professeur et homme de lettres, capitaine de la 5e compagnie avec laquelle il disparait dans l'accident du tunnel de Tavannes le 5 septembre 1916. Son nom est inscrit au Panthéon parmi les 560 écrivains morts au combat pendant la Première Guerre mondiale.

## Sources et bibliographie
- 24e territorial à la victoire de Champagne : souvenirs de guerre, 25 septembre 1915, Le Havre, Impr. du Havre-Eclair, 1930, 14 p., lire en ligne sur Gallica.